# Parahieroglyphus bilineatus
Parahieroglyphus bilineatus är en insektsart som först beskrevs av Bolívar, I. 1912.  Parahieroglyphus bilineatus ingår i släktet Parahieroglyphus och familjen gräshoppor. Inga underarter finns listade i Catalogue of Life.